# Tom Mardirosian
Tom Mardirosian est un acteur américain né le 14 décembre 1947 à Buffalo, New York.

## Biographie
Il a fait partie des services spéciaux lors de son service à l'armée. D'origine arménienne, il est un membre actif de l'Armenian General Benevolent Union à New York. Son frère est l'acteur et auteur Oliver Clark.
Il est surtout connu pour son rôle de Agamemnon Busmalis dans la série télévisée Oz. Il fait également une apparition dans la série télévisée The Wire, de David Simon, lors de la saison 2.